# Bisalte
Nella mitologia greca,  Bisalte  era il nome di uno dei figli di Elio e di  Gea. 

## Il mito
Bisalte era un re a seconda dei vari miti della Macedonia o della Tracia, ebbe una figlia di nome Teofane. Dall'unione di quest'ultima da Posidone, entrambi durante il concepimento in forma animale,  nacque Crisomallo, l'ariete dal vello d'oro, obiettivo in seguito di Giasone e gli Argonauti.

### Moderna
- Angela Cerinotti, Miti greci e di roma antica, Prato, Giunti, 2005, ISBN 88-09-04194-1.
- Anna Ferrari, Dizionario di mitologia, Litopres, UTET, 2006, ISBN 88-02-07481-X.
- Anna Maria Carassiti, Dizionario di mitologia classica, Roma, Newton, 2005, ISBN 88-8289-539-4.